# Великая Бакта
Великая Бакта (укр. Велика Бакта, венг. Nagybakta Надьбакта) — село в Береговской городской общине Береговского района Закарпатской области Украины.
Население по переписи 2001 года составляло 1047 человек. Занимает площадь 1,065 км². Местный совет: 90252, с. Великая Бакта, ул. Свободы, 10/а, тел. 2-21-98.
На территории села расположен Закарпатский институт агропромышленного производства (ЗИ АПП), созданный в 1989 году на базе Закарпатской государственной сельскохозяйственной опытной станции. В свою очередь, эта исследовательская станция продолжила деятельность основанного в начале XX века властью Венгрии королевского сельскохозяйственного института.
Главное помещение института расположено в здании конца XIX века, дворце Очкая (венгерского офицера). В литературе встречается также определение «дворец Готтесмана», за именем австрийского землевладельца Адольфа Готтесмана, который в середине XIX века выкупил земли Великой Бакты вместе с дворцом у семейства Очкаев, и перестроил дворец в его сегодняшнем виде.
Интересным объектом является также хозяйственное помещение дворца, впоследствии — институт, в подвалах которого во времена пребывания Закарпатья в составе Чехословацкой республики (1919—1939) проводилась селекционная работа с виноградом. В советское время в помещении была библиотека, в настоящее время часть сооружения арендована под швейный цех, остальные находятся в плохом состоянии.
Рядом с дворцом (админзданием ЗИ АПП) находится развесистый тополь, возраст которого достигает 200 лет, по другим предположениям, 300 лет. Охват тополя — более 6 метров, таким образом, это дерево является одним из крупнейших для своего вида на Украине.
Дворец Очкаев и старый тополь составляют основу герба и флага села Великая Бакта.
Рядом с дворцом находится парк, заложенный в XVIII веке, занесённый в природно-заповедный фонд Закарпатья как памятник местного значения. В дебрях парка находится разрушенный склеп, в котором в период с XIX века по 1944 год были похоронены семь членов семьи Очкаев. Местонахождение склепа пока не определено.
В центре села Великая Бакта находится памятник технической культуры — водонапорная башня 1936 года, возведенная во времена чехословацкого правления. В настоящее время деревянная обшивка башни повреждена, сооружение не функционирует.
Через село протекает река Верке.